# Promna
Promna is een dorp in het Poolse woiwodschap Mazovië, in het district Białobrzeski. De plaats maakt deel uit van de gemeente Promna.